# نیروگاه هسته‌ای زاپوریژیا
نیروگاه هسته‌ای زاپوریژیا (روسی: Запорожская АЭС) یک نیروگاه هسته‌ای در اوکراین است که در شهر انرهودار واقع شده‌است. این نیروگاه بزرگترین نیروگاه هسته‌ای اروپا و یکی از ۱۰ نیروگاه بزرگ جهان است.
این نیروگاه در جنوب شرقی اوکراین در نزدیکی شهر انرهودار، در سواحل کاخوفکا رود دنیپر واقع شده است. این رآکتور دارای ۶ راکتور هسته‌ای آب‌سبک تحت فشار VVER-1000 است که هر کدام ۹۵۰ مگاوات توان تولید می‌کنند و مجموع توان خروجی آن ۵۷۰۰ مگاوات است. پنج مورد اول به طور پیاپی بین سال‌های ۱۹۸۵ و ۱۹۸۹ عرضه شدند و ششمین رآکتور آن در سال ۱۹۹۶  اضافه شد. همچنین نیروگاه زغال سنگ ژاپروژیا نیز در نزدیکی این نیروگاه هسته‌ای قرار دارد.
در سال ۲۰۱۷ عملیات نوسازی در واحد ۳ این نیروگاه به پایان رسید و امکان تمدید عمر ۱۰ ساله آن تا سال ۲۰۲۷ فراهم شد. همچنین در سال ۲۰۲۱، عملیات نوسازی در واحد ۵ تکمیل شد که امکان تمدید عمر ۱۰ ساله را فراهم کرد.
پس از حمله روسیه به اوکراین در سال ۲۰۲۲ این نیروگاه از کنترل دولت اوکراین خارج شده و تحت کنترل نیروهای روسی قرار گرفته است.

## حوادث

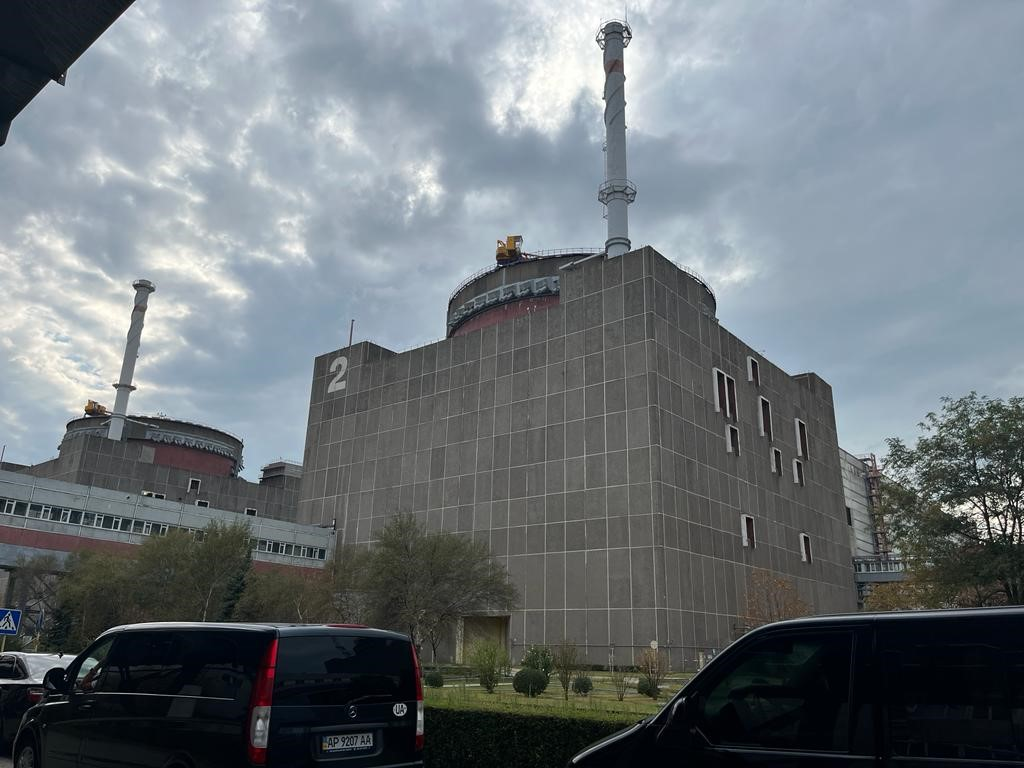
ساختمان مرکزی نیروگاه هسته‌ای زاپوریژیا

### حادثه ۲۰۱۴
در ۳ دسامبر ۲۰۱۴، نخست‌وزیر، آرسنی یاتسنیوک، از وقوع یک حادثه در نیروگاه هسته‌ای زاپوریژیا خبر داد. علت این حادثه اتصال کوتاه در سیستم پریز برق گزارش شد و ارتباطی با سایت تولید نداشت.

### حمله نظامی روسیه
وزارت امور خارجه اوکراین در بامداد ۴ مارس ۲۰۲۲ (۱۳ اسفند ۱۴۰۰) از حمله نیروهای روسیه به نیروگاه هسته‌ای زاپوریژیا خبر داد. براساس این اطلاعیه، بخشی از نیروگاه در اثر حمله آتش گرفته و در صورت انفجار این نیروگاه، قدرت آن ۱۰ برابر انفجار چرنوبیل خواهد بود.
واحدهای ۱ تا ۴ این نیروگاه تا ۲۵ فوریه ۲۰۲۲ همچنان فعال بودند، در حالی که واحدهای ۵ و ۶ تعطیل شدند.
در ۲۸ فوریه ۲۰۲۲، در طول تهاجم روسیه به اوکراین، روسیه ادعا کرد که این نیروگاه و همچنین شهر انرهودار را تصرف کرده است. این ادعا بعدا توسط شهردار این شهر رد شد.
در ۴ مارس ۲۰۲۲، نیروهای روسیه تلاش کردند تا کنترل نیروگاه را به دست گیرند. اورلوف بعداً در تلگرام اعلام کرد که برخی از ساختمان‌های واقع در نیروگاه هسته‌ای به دلیل حملات توپخانه‌ای که توسط نیروهای روسی انجام می‌شود در حال سوختن هستند، که با گزارش‌های خبری دیگر و تصاویر دوربین‌های مداربسته نیز تأیید شد.
چندساعت بعد، سازمان حوادث اضطراری اوکراین اعلام کرده که توانسته آتش‌سوزی در نیروگاه اتمی زاپوریژیا را مهار کند. همچنین وزیر انرژی ایالات متحده گفت، هیچ نشانه‌ای حاکی از تشعشعات بیش از حد معمول در اطراف این نیروگاه مشاهده نشده است.
رافائل گروسی مدیرکل آژانس بین‌المللی انرژی اتمی هشدار داد که در صورت عدم تفافق طرفین بر سر امنیت این نیروگاه احتمال بروز فاجعه وجود دارد.